# Мойсеївщина
Мойсеївщина (біл. вёска Майсеяўшчына) — село в складі Борисовського району Мінської області, Білорусь. Село є адміністративним центром Мойсеївщинської сільської ради, розташоване в північно-східній частині області.